# Alexandra von Fürstenberg
Alexandra von Fürstenberg (nascida Alexandra Natasha Miller, ex-princesa Alexandra von Fürstenberg) (Nova Iorque, 3 de outubro de 1972) é uma socialite jet setter, designer de móveis e diretora de imagem da DvF, a grife de roupas fundada por sua ex-sogra, Diane von Fürstenberg, que ajudou a reviver o famoso vestido da década de 1970. Ela é a filha mais nova do bilionário Robert Warren Miller,  e de sua esposa equatoriana, Maria Clara "Chantal" (Pesantes Becerra).

## Biografia
Ela tem duas irmãs, Pia Getty e  Princesa Marie Chantal da Grécia. O trio é popularmente conhecido como as irmãs Miller. Alexandra Miller foi criada em Hong Kong, Paris e Nova York e estudou moda e história da arte na Parsons School of Design e na Universidade Brown.
Em 28 de outubro de 1995, na Igreja de Santo Inácio de Loyola, em Nova York, ela se casou com o príncipe Alexandre von Fürstenberg, irmão da princesa Tatiana von Fürstenberg e filho único dos estilistas Diane von Fürstenberg e Príncipe Egon von Fürstenberg herdeiro da fortuna Fiat. O casal teve dois filhos: 
- Princesa Talita von Fürstenberg em 7 de maio de 1999 [3]
- Príncipe Tassilo Egon Maximilian, Nova York, 26 de agosto de 2001, que leva o nome de seu bisavô paterno.

Eles se separaram em 2002 e depois se divorciaram, pois Alexander traiu sua esposa por anos e declarou publicamente seu amor por uma estudante de 19 anos enquanto ainda estava casado. Alexandra relevou que sofre de uma desordem alimentar, e que também teve depressão.
Em 7 de julho de 2015, Alexandra casou-se com o noivo de longa data, designer Dax Miller. Casaram-se em uma cerimônia discreta no sétimo aniversário de seu relacionamento. Em 2007, ela fundou uma empresa de móveis contemporâneos, intitulada Alexandra Von Furstenberg LLC, projetando uma linha de móveis modernos de acrílico.

## Estilos e títulos
- 1972–1995: Dona Alexandra Natasha Miller

- 1995–2002: Sua Alteza Sereníssima Princesa Alexandra de Fürstenberg

- 2002–2015: Alexandra, Princesa de Fürstenberg

- 2015-presente: Senhora Dax Miller